# Lentigny (Francja)
Lentigny – miejscowość i gmina we Francji, w regionie Owernia-Rodan-Alpy, w departamencie Loara.
Według danych na rok 1990 gminę zamieszkiwało 1411 osób, a gęstość zaludnienia wynosiła 125 osób/km² (wśród 2880 gmin regionu Rodan-Alpy Lentigny plasuje się na 599. miejscu pod względem liczby ludności, natomiast pod względem powierzchni na miejscu 1029.).